# Římskokatolická farnost Zbynice
Římskokatolická farnost Zbynice je územním společenstvím římských katolíků v rámci sušicko-nepomuckého vikariátu českobudějovické diecéze.

## O farnosti

### Historie
Roku 1357 je ve Zbynicích doložena plebánie.

### Současnost
Farnost má vlastního duchovního správce.
| Kostel                 | Místo           | Bohoslužba        | Bohoslužba                                           | Poznámka        |
| ---------------------- | --------------- | ----------------- | ---------------------------------------------------- | --------------- |
| Kaple                  | Čejkovy         | 1x ročně, poutní  | 1x ročně, poutní                                     | obecní kaple    |
| Kaple                  | Čermná          | 1x ročně, poutní  | 1x ročně, poutní                                     | obecní kaple    |
| Kaple sv. Walburgy     | Hrádek u Sušice | 1. pátek v měsíci | 18.00                                                | zámecká kaple   |
| Kostel sv. Vavřince    | Tedražice       | neděle            | 10.00                                                | filiální kostel |
| Kostel Zvěstování Páně | Zbynice         | neděle            | 8.30 (mimo neděle, kdy je pouť v Čejkovech a Čermné) | farní kostel    |